# Gabriel García Márquez
Gabriel José de la Concordia García Márquez (ur. 6 marca 1927 w Aracataca, zm. 17 kwietnia 2014 w Meksyku) – kolumbijski powieściopisarz, dziennikarz i działacz społeczny, jeden z najwybitniejszych twórców tzw. realizmu magicznego, laureat Nagrody Nobla w dziedzinie literatury (1982) za „powieści i opowiadania, w których fantazja i realizm łączą się w złożony świat poezji, odzwierciedlającej życie i konflikty całego kontynentu”.

## Życiorys

### Początki i terminowanie
García Márquez rozpoczął karierę jako dziennikarz w prasie lokalnej w gazetach „El Heraldo” z miasta Barranquilla oraz „El Universal” wydawanej w Cartagenie. Później przeniósł się do Bogoty, gdzie rozpoczął pracę jako reporter w kolumbijskim dzienniku „El Espectador”; pracował m.in. w charakterze korespondenta zagranicznego piszącego z Rzymu, Paryża, Barcelony, Caracas oraz Nowego Jorku.

### Pisarz
Jego pierwsze większe dzieło, powieść Szarańcza powstała w 1955. García Márquez zdobył popularność cyklem reportaży, pt. Opowieść rozbitka (hiszp. Relato de un náufrago), publikowanych w 1955 na łamach pisma „El Espectador”. Powieść została wydana w formie książkowej w 1970.
Najbardziej znaną powieścią Garcíi Márqueza jest Sto lat samotności (Cien años de soledad) z 1967. Utwór ten przedstawiając sagę rodu Buendía z zagubionej gdzieś na południowoamerykańskich bezdrożach wioski Macondo, jest jednocześnie swoistą syntezą dziejów całego kontynentu. Powieść okrzyknięto „najważniejszym dziełem literatury hiszpańskojęzycznej od czasów Don Kichota.  Należy ona stylistycznie do nurtu „realizmu magicznego”.
W 1982 García Márquez został laureatem Nagrody Nobla w dziedzinie literatury. W uzasadnieniu napisano, iż nagrodę otrzymał za „powieści i opowiadania, w których fantazja i realizm łączą się w złożony świat poezji, odzwierciedlającej życie i konflikty całego kontynentu”. W tym samym roku Márquez zasiadał również w jury konkursu głównego na 35. MFF w Cannes (1982).
Pogarszający się stan zdrowia, a przede wszystkim wykryta u pisarza w 1999 choroba nowotworowa (peruwiański dziennik „La República” informował nawet mylnie o śmierci pisarza w 2000) skłoniła Márqueza do rozpoczęcia spisywania własnych wspomnień. W 2002 García Márquez opublikował książkę Żyć, żeby opowiadać o tym (Vivir para contarla), będącą pierwszą częścią autobiograficznego cyklu zamierzonego na trzy tomy.
W 2004 ukazała się ostatnia powieść pisarza, Rzecz o mych smutnych dziwkach (Memoria de mis putas tristes).
Gabriel García Márquez znany jest ze swej przyjaźni z kubańskim rewolucjonistą i dyktatorem Fidelem Castro. Wcześniej, przede wszystkim w latach sześćdziesiątych i siedemdziesiątych, sympatyzował z grupami rewolucjonistów działającymi w różnych krajach Ameryki Łacińskiej. Członkowie rządu kolumbijskiego zarzucali pisarzowi aktywne wspieranie organizacji takich jak FARC i ELN, jednak nie znaleziono dowodów potwierdzających takie działania Garcíi Márqueza. Pisarz wielokrotnie wypowiadał się krytycznie na temat polityki władz kolumbijskich, a kilkakrotnie uczestniczył jako mediator w rozmowach prowadzonych pomiędzy legalnymi władzami Kolumbii i skrajnymi grupami opozycyjnymi.
Rodrigo García, syn Garcíi Márqueza, jest znanym reżyserem telewizyjnym i filmowym.
W 2012 na łamach „The Guardian”, brat pisarza, Jaime García, wyznał, że ponad 80-letni Gabriel Márquez (przypuszczalnie wskutek terapii antyrakowej) cierpi na początki demencji i prawdopodobnie oznacza to koniec jego kariery pisarskiej.

### Śmierć
Zmarł 17 kwietnia 2014 r. w Meksyku. Oficjalne pożegnanie Márqueza odbyło się w mieście Meksyk, na placu przed Pałacem Sztuk Pięknych.
22 maja 2016 urna z jego prochami została złożona na dziedzińcu dawnego klasztoru La Merced w Cartagenie, w mieście, w którym Márquez rozpoczął swoją literacką karierę i - jak powiedział jego przyjaciel, Juan Gossain - gdzie „zawsze chciał być”.

Ludzie wiedzą, że lubiłem mieszkać w Cartagenie, ale jeszcze bardziej pragnę być tam pochowany

## Dzieła
- 1947 – Trzecia rezygnacja (La tercera resignación) – opowiadanie, w Polsce ukazało się w zbiorze pt. Dialog lustra w 1976
- 1955 – Szarańcza (La hojarasca) – powieść, pol. wyd. 1977
- 1961 – Nie ma kto pisać do pułkownika (El coronel no tiene quien le escriba) – powieść, pol. wyd. 1978
- 1962 – W tym mieście nie ma złodziei (Los funerales de la Mamá Grande) – tom opowiadań, pol. wyd. 1971
- 1962 – Zła godzina (La mala hora) – powieść, pol. wyd. 1970
- 1967 – Sto lat samotności (Cien años de soledad) – powieść, pol. wyd. 1974 i 1994
- 1970 – Opowieść rozbitka (Relato de un náufrago) – wydanie książkowe reportażu z 1955, pol. wyd. 1980
- 1972 – Niewiarygodna i smutna historia niewinnej Erendiry i jej niegodziwej babki (La increíble y triste historia de la cándida Eréndira y de su abuela desalmada) – tom opowiadań, pol. wyd. 1974
- 1974 – Dialog lustra (Ojos de perro azul) – tom opowiadań, pol. wyd. 1976
- 1975 – Jesień patriarchy (El otoño del patriarca) – powieść, pol. wyd. 1980
- 1981 – Kronika zapowiedzianej śmierci (Crónica de una muerte anunciada) – powieść, pol. wyd. 1987
- 1985 – Miłość w czasach zarazy (El amor en los tiempos del cólera) – powieść, pol. wyd. 1994
- 1986 – Na fałszywych papierach w Chile (La aventura de Miguel Littin clandestino en Chile) – powieść, pol. wyd. 2002
- 1989 – Generał w labiryncie (El general en su laberinto) – powieść, pol. wyd. 1993
- 1992 – Dwanaście opowiadań tułaczych (Doce cuentos peregrinos) – tom opowiadań, pol. wyd. 1995
- 1994 – O miłości i innych demonach (Del amor y otros demonios) – powieść, pol. wyd. 1996
- 1996 – Raport z pewnego porwania (Noticia de un secuestro) – powieść, pol. wyd. 1997
- 2002 – Życie jest opowieścią (Vivir para contarla) – autobiografia, pol. wyd. 2004
- 2004 – Rzecz o mych smutnych dziwkach (Memoria de mis putas tristes) – powieść, pol. wyd. 2005
- 2024 – Widzimy się w sierpniu (En agosto nos vemos) – powieść, pol. wyd. 2024